# Андрєєв Сергій Володимирович
Сергі́й Володи́мирович Андрє́єв (нар. 5 листопада 1983, Дніпро — пом. 3 жовтня 2014, Донецьк) — боєць Добровольчого українського корпусу «Правий сектор». Один із «кіборгів».

## Короткий життєпис
Народився 1983 року в місті Дніпропетровськ.
У часі війни — боєць Добровольчого Українського Корпусу, псевдо «Каспер».
Загинув під час оборони аеропорту Донецька в бою з російськими збройними формуваннями біля старого термінала. Сергій витягнув з-під обстрілу пораненого товариша «Фрола», врятувавши йому життя, а за дві години помер від осколкового поранення. Тоді ж поліг Святослав Горбенко.
Без Сергія лишились троє дітей.
Похований на Краснопільському кладовищі в м. Дніпро.

## Нагороди і вшанування
- Нагороджений нагрудним знаком «За оборону Донецького аеропорту» (посмертно)
- У 2021 році нагороджений орденом «За мужність» III ступеня (посмертно)[1]
- «Бойовий Хрест Корпусу» (посмертно)
- Його портрет розміщений на меморіалі «Стіна пам'яті полеглих за Україну» в Києві: секція 4, ряд 10, місце 27